# النمر الأسود (فلم 2018)
النمر الأسود هو فيلم أبطال خارقين أمريكي مستند إلى شخصية من (مارفل كومكس) تحمل نفس الاسم. أنتجته إستوديوهات مارفل وتم توزيعه بواسطة والت ديزني ستوديوز موشن بيكشرز، وهو الفيلم الثامن عشر من عالم مارفل السينمائي. أخرجه رايان كوغلر الذي شارك في كتابة السيناريو مع جو روبرت كول، وبطولة تشادويك بوزمان بدور الملك تشالا (النمر الأسود) إلى جانب مايكل ب. جوردان، لوبيتا نيونغو، داناي غوريرا، مارتن فريمان، دانييل كالويا، ليتيشا ريات، وينستون ديوك، أنجيلا باسيت، فورست ويتكر وأندي سركيس. في النمر الأسود، تُوّج تشالا ملكًا لواكاندا بعد وفاة والده، وتحداه ابن عمه الذي عاش وتربى خارج واكاندا كيلمونجر (جوردان) الذي يخطط لإلغاء سياسات الدولة الانعزالية والبدء بثورة عالمية.
أعرب ويسلي سنايبس عن رغبته بالعمل على فيلم النمر الأسود عام 1992، إلا أن هذا المشروع لم يؤت ثماره. في سبتمبر عام 2005، أعلنت أستوديوهات مارفل عن فيلم النمر الأسود كواحد من الأفلام العشرة المستندة إلى شخصيات مارفل وتم توزيعه من قبل باراماونت بيكتشرز. طُلب من مارك بيلي لكتابة النص في يناير عام 2011. أعلن عن النمر الأسود بشكل رسمي في أكتوبر عام 2014، وقام بوزمان بأول ظهور له في كابتن أمريكا: الحرب الأهلية. انضم كول وكوجلر في ذلك الوقت، مع طاقم تمثيل إضافي مما جعل النمر الأسود أول فيلم مارفل مع طاقم تمثيل من العرق الأسود بغالبيته. استغرق التصوير الرئيسي من يناير إلى أبريل 2017 في أستوديوهات إي يو إي/سكرين جيمس في منطقة أتلانتا الحضرية، وبوسان في كوريا الجنوبية.
عُرض النمر الأسود لأول مرة في لوس أنجلوس في 29 يناير عام 2018 وأصدر بطريقة مسرحية في الولايات المتحدة في 16 فبراير، كجزء من المرحلة الثالثة من عالم مارفل السينمائي. أشاد النقاد بالفيلم لإخراجه والسيناريو خاصته والتمثيل (خصوصًا بوزمان وجوران ورايت) وتصميم الأزياء فيه وقيم الإنتاج والموسيقى التصويرية، إلا أن صوره المنشاة بالحاسوب تلقت بعض النقد. اعتبره العديد من النقاد أنه واحد من أفضل الأفلام في عالم مارفل السينمائي وأشاروا إلى أهميته الثقافية، مع اعتباره من قبل بعض الجمعيات مثل المجلس الوطني للمراجعة ومعهد الفيلم الأمريكي على أنه واحد من أفضل عشرة أفلام أنتجت في عام 2018.
حقق الفيلم أكثر من 1.3 مليار دولار في جميع أنحاء العالم وحطم العديد من الأرقام القياسية في شباك التذاكر بما في ذلك الفيلم الأعلى ربحًا لمخرج أسود. أصبح الفيلم التاسع الأعلى ربحًا على الإطلاق، والفيلم الثالث الأعلى ربحًا في الولايات المتحدة وكندا، وثاني أعلى فيلم ربحًا لعام 2018.
تلقى الفيلم العديد من الجوائز والتشريحات، مع سبعة ترشيحات في حفل توزيع جوائز الأوسكار الحادي والتسعون، بما في ذلك جائزة الأوسكار لأفضل فيلم، وفاز بجوائز من ضمنها جائزة الأوسكار لأفضل تصميم أزياء وجائزة الأوسكار لأفضل موسيقى تصويرية وجائزة الأوسكار لأفضل تصميم إنتاج. فيلم النمر الأسود هو أول فيلم أبطال خارقين ينال ترشيح لجائزة الأوسكار لأفضل فيلم وأول فيلم من عالم مارفل السينمائي يفوز بجائزة أوسكار. وترشح أيضًا لثلاث جوائز في حفل توزيع جوائز الغولدن غلوب السادس والسبعون وفاز بجائزتين في جوائز نقابة ممثلي الشاشة الخامسة والعشرين وثلاث جوائز في جوائز اختيار النقاد الرابع والعشرين من بين اثني عشر ترشيحًا. ستصدر تتمة للفيلم مع عودة كوغلر للكتابة والإخراج، وذلك في عام 2022.

## الحبكة
منذ آلاف السنين خاضت خمس قبائل أفريقية حربًا على نيزك يحتوي على معدن فايبرانيوم، وعند وفاة الملك يتولي ابنه (تتشالا) الحكم إلا إذا أراد قائد أحد القبائل الأربعة الباقية أن يتنافس معه في طقس قبائلي علي الحكم ويقوم الملك تشالا بأكل «عشبًا على شكل قلب» تكسبه قدرات خارقة وأصبح أول «بلاك بانثر». وقام بتوحيد الجميع باستثناء قبيلة الجباري لتشكيل أمة واكاندا، وعلى مدى قرون استخدم الواكانديون معدن الفايبرانيوم لتطوير التكنولوجيا المتقدمة وعزل أنفسهم عن العالم من خلال الظهور كبلد من العالم الثالث، وفي عام 1992 زار ملك واكاندا السابق والد تتشالا شقيقه «نغوبو» الذي يعمل متخفيًا في أوكلاند كاليفورنيا، واتهم الملك شقيقه بمساعدة تاجر الأسلحة في السوق السوداء «أوليسيس كلاو» بسرقة الفايبرانيوم من واكاندا، ويقوم بقتله مخلفا ابنا (ايريك كلمونغر) لأخيه من زوجه امريكيه فيصبح الابن من اقوي الجنود في العمليات الخاصة ويعود مطالبا بالعرش من ابن عمه الملك تشالا ويتم إجراء الطقس القبائلي بعد سحب تأثير العشب الذي يعطي الملك قدرات بلاك بانثر الخارقه ويستطيع ايريك التغلب علي الملك تشالا ويلقي به من فوق شلال الماء ويعتقد اقرباء الملك بانه مات الا انهم يكتشفوا ان قبيله جباري قامت بإنقاذه ومحاوله علاجه حتي تستطيع ناكيا من انقاذه بواحده من تلك العشبه الخارقه التي علي شكل قلب والتي قامت بسرقتها قبل قيام ايريك بحرق كل تلك الاعشاب حتي لا يحصل أحد غيره علي تلك القدرات الخارقه للعشبه.
وتظهر نوايا الملك ايريك الحقيقة بمحاولته الاستحواذ علي معدن فايبرانيوم ومحاوله نقله خارج البلاد لمساعده ثوار البلاد الأخرى واحتلال دول العالم وجعل واكاندا قوه عظمي في العالم والسيطرة علي الدول الأخري ولكن يعود الملك تشالا ويتغلب علي ايريك ويقوم بقتله بمساعده اخته وحبيبته وبعض معاونيه والحرس الملكي وظابط أمريكي صديق له.
ويقرر الملك تشالا (بلاك بانثر) ان يتعلم مما حدث ويشارك التطور العلمي الذي تتميز به واكاندا وبناء مراكز علميه لنشر العلم وتبادل المعلومات مع دول العالم بدأ من أمريكا في نفس المبني الي قتل فيه والده عمه لتكفير عن احساسه بالذنب مما فعل والده وجعل ابن عمه شخص شرير مما اضطره لقتله في نهايه الفيلم وكأنها رساله حاول صناع الفيلم ايصالها في نهايه الفيلم ان الهدف من التطور العلمي هو تبادله ومشاركته بين الدول وليس الاستحواذ عليه والذي قد يؤدي الي نشر الفوضى والدمار بين دول العالم.

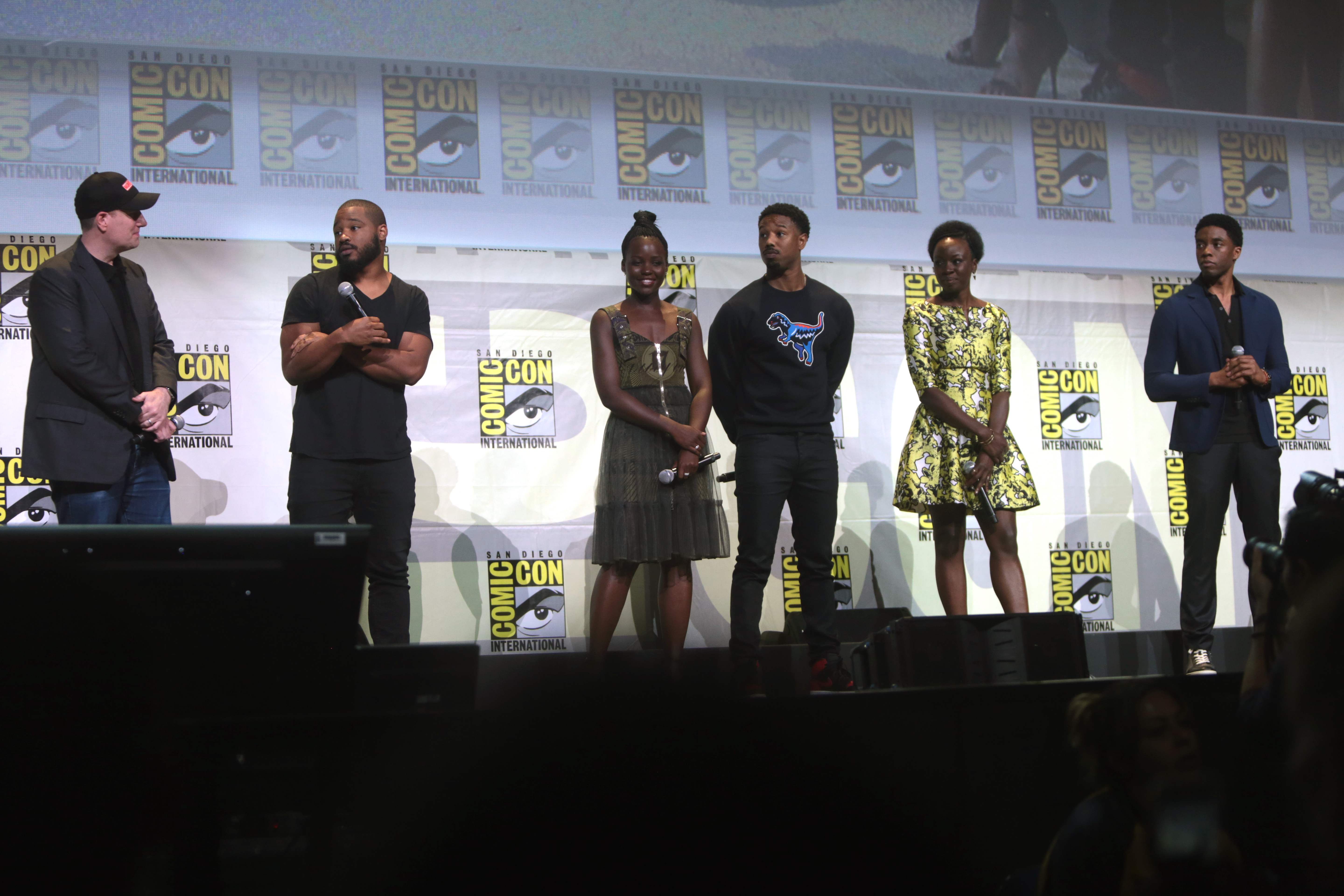
(من اليسار إلى اليمين) المنتج كيفن فيج، المدير ريان كوغلر، والجهات الفاعلة لوبيتا نيونقو، مايكل بي. جوردن، داناي غورورا، وتشادويك بوسمان في مهرجان سان دييغو الهزلية كون 2016.

- تشادويك بوسمان بدور تي تشالا/الفهد الأسود (بالإنجليزية: T'Challa / Black Panther)
- مايكل بي جوردن بدور إيريك كلمونغر (بالإنجليزية: N'Jadaka / Erik "Killmonger" Stevens)
- لوبيتا نيونقو بدور ناكيا (بالإنجليزية: Nakia)
- داناي غورورا بدور أوكوي (بالإنجليزية: Okoye)
- مارتن فريمان بدور إيفيريت روس (بالإنجليزية: Everett K. Ross)
- دانييل كالويا بدور وكابي (بالإنجليزية: W'Kabi)
- ليتيتيا رايت بدور شوري (بالإنجليزية: Shuri)
- وينستون ديوك بدور مباكو (بالإنجليزية: M'Baku)
- أنجيلا باسيت بدور راموندا (بالإنجليزية: Ramonda)
- فورست ويتكر بدور زوري (بالإنجليزية: Zuri)
- أندي سركيس بدور أوليسيس كلاو (بالإنجليزية: Ulysses Klaue)

## الإنتاج

### التطوير
في يونيو 1992 أعلن ويسلي سنايبس عن نيته في إنتاج فيلم عن النمر الأسود، وبدأ العمل عليه بحلول أغسطس. شعر سنايبس أن أفريقيا قد صُورت بشكل سيئ في أفلام هوليوود سابقًا، وأن هذا الفيلم يمكن أن يبرز عظمة القارة نظرًا لكون الشخصية نبيلة و«على النقيض من الصور النمطية [الأفريقية]». في يوليو الذي تلاه، خطط سنايبس للمباشرة بفيلم النمر الأسود بعد أن لعب دور البطولة في فيلم رجل الدمار (1993)، وبعد ذلك بشهر أعرب عن اهتمامه بالعمل على تكملات للفيلم أيضًا. في يناير عام 1994، بدأ سنايبس المناقشات مع شركة كولومبيا بيكتشرز لتصوير فيلم النمر الأسود، وانضم ستان لي المشارك إلى الفيلم بحلول شهر مارس؛ ودخل الفيلم مرحلة التطوير المبكر بحلول مايو. أجرى سنايبس مناقشات مع العديد من كتاب السيناريو والمخرجين حول المشروع، بما في ذلك ماريو فان بيبلز وجون سينجلتون. عندما لم يحصل أي تقدم بخصوص الفيلم بحلول يناير 1996، أوضح لي أنه لم يكن راضيًا حيال نصوص المشروع، وقال سنايبس أن إحدى المشكلات المتعلقة بتطوير المشروع كانت الخلط من قبل أولئك الذين لم يكونوا على اطلاع على الكومكس، الذين اعتقدوا أن الفيلم يدور حول حزب الفهود السود.
في يوليو عام 1997، أدرج النمر الأسود كجزء من اللائحة السينمائية لمارفل كومكس. وفي مارس عام 1998 ورد أن مارفل استأجرت جو كيسيدا وجيمي بالميوتي، اللذان كانا في ذلك الوقت محررين لكومكس النمر الأسود، للعمل عليه إلا أن كيسيدا وبالميوتي نفيا ذلك. في أغسطس، أدت المشاكل بين الشركات في مارفل إلى تعليق تنفيذ المشروع. بعد ذلك بعام، عُيّن سنايبس لإنتاج الفيلم مع احتمالية تأديته دور البطولة فيه أيضًا، في حين أن آرتيسان إنترتيمنت أعلنت عن صفقة مع مارفل في مايو 2000، وذلك للمشاركة في إنتاج وتوزيع وتمويل الفيلم. في مارس عام 2002، خطط سنايبس لإنتاج الفيلم أو بليد: الثالوث (2004) خلال السنة التالية. في يوليو عام 2004، صرح مخرج بليد: الثالوث ديفيد إس. غويور أنه شعر بأن تأدية سنايبس لدور البطولة في النمر الأسود بالإضافة إلى بليد «مبالغًا به».
في سبتمبر 2005 أعلن رئيس مجلس الإدارة والرئيس التنفيذي لشركة مارفال آفي أراد عن فيلم النمر الأسود كواحد من عشرة أفلام يتم تطويرها بواسطة مارفل ستوديوز الجديدة. حيث تلقت مارفل ستوديوز تمويلًا لإنتاج قائمة من عشرة أفلام لتوزيعها بواسطة باراماونت بيكتشرز. وفي يونيو 2006 قال سنايبس إنه يأمل أن يكون لديه مدير للمشروع قريبًا، وكرر رئيس استوديوهات مارفل كيفن فيجي في فبراير 2007 أن فيلم النمر الأسود كان قيد التطوير. بحلول شهر يوليو من ذلك العام تم تعيين سينجلتون لإخراج الفيلم. وفي مارس 2009 وظفت مارفال كتابًا للمساعدة في التوصل إلى طرق مبتكرة لإطلاق خصائصها الأقل شهرة بما في ذلك النمر الأسود كان ونيت مور رئيس برنامج الكتاب يشرف على تطوير النمر الأسود على وجه التحديد. وتوقفت تدخل سنايبس في هذا الوقت حيث أدين بالفشل في تقديم إقرار ضريبي وقضى عقوبته من يونيو 2010 إلى أبريل 2013. في يناير 2011، استأجرت مارفل ستوديوز صانع الأفلام الوثائقية مارك بيلي لكتابة سيناريو لـ النمر الأسود من إنتاج كيفن فيج.
في أكتوبر 2014 أعلن كيفن فيج أنه سيتم إطلاق النمر الأسود في 3 نوفمبر 2017 مع تتشادويك بوسمان الذي تم تصويره في دور تشالا / النمر الأسود. ولم يجرِ بوسمان الاختبار على الدور وبدلاً من ذلك ناقش ما يريد فعله بالجزء مع مارفال وكسب 2 دولار مليون مقابل الظهور في الفيلم، قدم سنايبس دعمه للمشروع على الرغم من عدم مشاركته، وقال فيجي إن مارفال كان يفكر في كتاب ومخرجين من الأقليات للفيلم، لكنه سيعطي الأولوية «لأفضل صانعي الأفلام، وأفضل الكتاب، وأفضل مخرجين ممكنين. لذلك لن أقول على وجه اليقين أننا سنقوم بالتوظيف من أي فئة سكانية واحدة». وأضاف أنهما التقيا بالكاتب الكوميدي السابق لـ النمر الأسود ريجينالد هودلين. وفي يناير 2015 قال بوسمان أن الفيلم يمر بمرحلة «العصف الذهني» وفي الشهر التالي أرجأ مارفال موعد الإصدار إلى 6 يوليو 2018. وفي فبراير أيضًا، صرح كيفن فيج أن عملية اختيار الفيلم جارية وأضاف أنه من المقرر أن يلتقي مع المخرجين حول الفيلم بعد إصدار Avengers: Age of Ultron في نهاية أبريل.
بحلول مايو 2015 أجرى مارفال مناقشات مع إيفا ديفورني للعمل على إخراج فيلم النمر الأسود أو فيلمكابتن مارفل (2019)، وفي يونيو أكد فيج أنه التقى بالعديد من المديرين بما في ذلك ديفورني وقال إنه يتوقع اتخاذ قرار بحلول منتصف إلى أواخر عام 2015. وبحلول أوائل يوليو أعتذرت ديفورني عن إخراج الفيلم موضحة أنها انجذبت إلى الأهمية الثقافية لتصوير بطل أسود للعالم كله، لكنها اختلفت مع مارفل حول القصة ولم ترغب في المساومة على رؤيتها. وبحلول أكتوبر 2015 تم اعتبار كل من إف غاري غراي وريان كوجلر كمخرجين للفيلم، وعلى الرغم من أن المفاوضات مع كوجلر قد هدأت، واختار غراي إخراج فيلم مصير الغاضب (2017) في حين أن «جو روبرت كول» عضو برنامج Marvel Writers يجري محادثات لكتابة السيناريو، وقام مارفال بتغيير تاريخ الإصدار مرة أخرى إلى 16 فبراير 2018. وبحلول ديسمبر أعيدت المناقشات مع كوجلر بعد الافتتاح الناجح لفيلمهكريد (2015).

### ما قبل الإنتاج
تم تأكيد تعيين كوجلر كمخرج في يناير 2016، وقال إن الفيلم كان «أكثر أفلامه شخصية حتى الآن» وذلك لأنه نشأ وهو يقرأ القصص المصورة مضيفًا، «أشعر أنني محظوظ حقًا لكوني قادرة على العمل على شيء أنا متحمس له مرة أخرى.» وبعد استمالة كيفن فيج لعدة أشهر وافق كوجلر على إخراج الفيلم، إذا كان بإمكانه إحضار متعاونين من أفلامه السابقة لتمييز الفيلم عن أفلام «عالم مارفل السينمائي» الأخرى التي غالبًا ما يتم «تصويرها وتأليفها وتحريرها من قبل نفس الأشخاص داخل الشركة»، وشملت قائمة الأشخاص: المصور السينمائي راشيل موريسون، بالإضافة إلى مصممة الإنتاج هانا بيتشلر والملحن Ludwig Göransson، اللذان عملا مع كوجلر في محطة Fruitvale فيلم كريد، شعر كوجلر أن فيلم النمر الأسود سيكون فريدًا من نوعه بينما لا يزال مناسبًا للسرد العام لـ MCU.
في أبريل 2016 قال فيجي إن كوجلر كان يعمل على السيناريو مع كول، وأن التصوير سيبدأ في بداية عام 2017. وأضاف أن الفيلم سيكون أول إنتاج من إنتاج مارفل ستوديوز يضم «طاقمًا أمريكيًا من أصل أفريقي بشكل أساسي»: وسرعان ما دخلت لوبيتا تيوتغو في مفاوضات لتمثيل دور حبيبة تشالا، وأنضم مايكل في دور غير معلن عنه بعد أن عمل سابقًا مع كوجلر في محطة فروتفيل وفيلم كريد.
صرح نيت مور، الذي كان يعمل كمنتج للفيلم بنهاية شهر مايو أن التصوير سيحدث في أتلانتا، جورجيا، مع قيام مارفل «بالتحقيق بالتأكيد في التصوير في إفريقيا» أيضًا.
في مهرجان سان دييغو كومك كون إنترناشونال 2016 تم تأكيد مشاركة لوبيتا نيونغو في الفيلم دور Nakia، بينما تم الكشف عن دور جوردان ليكون «إيريك كيلمونجر» كما تم الإعلان عن داناي جوريرا بدور «أوكوي»، وأكد كوجلر أن التصوير سيبدأ في يناير 2017. وتم اختيار الممثلين الإضافيين من سبتمبر 2016 حتى بداية التصوير حيث قام وينستون ديوك بدور "M'Baku"، وهو الدور الذي اختبره يحيى عبد المتين الثاني أيضًا؛ فورست ويتاكر بدور «زوري»، ودانيال كالويا في دور «وكابي» وأنجيلا باسيت في دور «راموندا» والدة تشالا، وستيرلينغ ك. براون في دور «نجوبو»، وليتيتيا رايت في دور غير محدد.
وتم الكشف عن أن فلورنس كاسومبا تكرر دورها كـ«آيو» من فيلم كابتن أمريكا: الحرب الأهلية. وتم اعتبار أماندلا ستينبرغ وهي ثنائية العرق وذات بشرة فاتحة، لدورها في الفيلم لكنها لم تكن مرتاحة لتحل محل ممثل ذو بشرة داكنة ووصفت قرارها بنقل الدور بأنه «صعب حقًا». وبحلول يناير 2017 تلقت مارفال إذنًا من وكالة النقل العام AC Transit ومقرها أوكلاند، كاليفورنيا لاستخدام شعارها في الفيلم لتسلسل الفلاش باك الافتتاحي، وتم اختيار الإعداد بسبب نشأة كوجلر في تلك المنطقة.

#### الكتابة

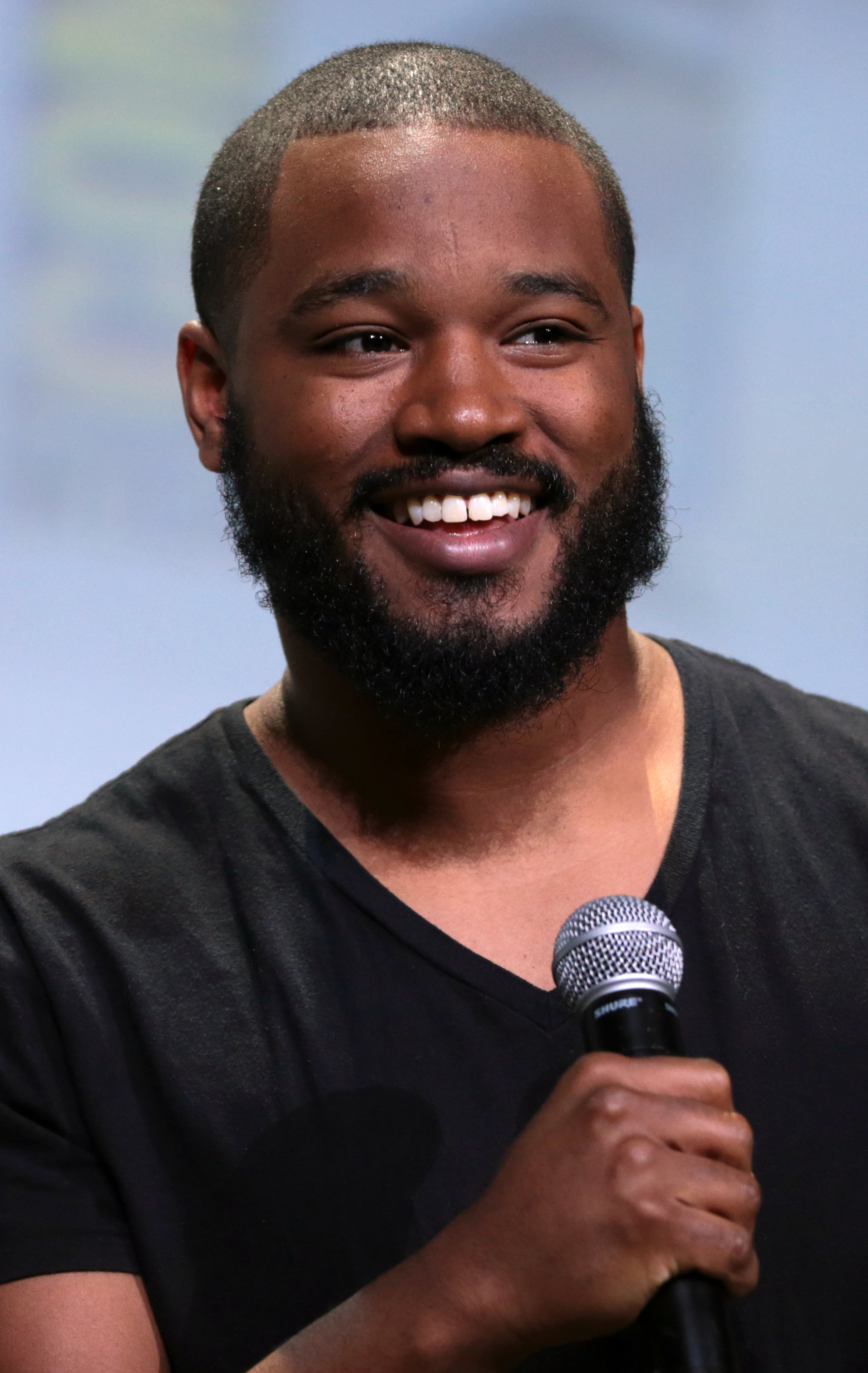
قام كوجلر بالترويج لـ النمر الأسود في 2016 San Diego Comic-Con

استلهم فريق الإنتاج من عرض «تا نيهيسي بول كوتس» Ta-Nehisi Coates الذي كان يكتب الكوميديا في نفس وقت العمل على الفيلم، وكان حوار كوتس الشعري وفن بريان ستلفريز و«بعض الأسئلة التي يطرحها» مصدر إلهام خاص، واستوحى الفيلم أيضًا من العروض الهزلية لجاك كيربي وكريستوفر بريست (التي شعر كوجلر بأنها أكثر تأثيرًا على الفيلم) وجوناثان هيكمان وهودلين. وقد تم اختيار شخصيات الفيلم من جميع المجلات الهزلية بناءً على ما نجح في قصة الفيلم، لم يتم تكييف جانب الخطبة الاحتفالي في Dora Milaje من الرسوم الهزلية للفيلم. وكان كوجلر يأمل في تضمين الشرير سبايدرمان Kraven the Hunter في وقت مبكر من العملية بسبب مشهد في سباق الكاهن الذي كان يقاتل فيه تشالا كرافن، لكن حقوق الشخصية لم تكن متاحة، قدم دونالد جلوفر وشقيقه ستيفن بعض المساهمات الطفيفة في مسودة أولية للسيناريو، وطورا العلاقة بين تشالا وشقيقته الصغرى شوري. أشار مور إلى أن النص المبكر كان يحتوي على المزيد من المشاهد خارج واكاندا لاستكشاف «ما يعنيه أن تكون أفريقيًا وأمريكيًا من أصل أفريقي في العالم أكثر قليلاً»، وتمنى إعادة النظر في هذه في فيلم لاحق، لا سيما «رائع جدًا» التسلسل الذي تم تصويره في القصة المصورة قبل القصة.
وصف كيفن فيج النمر الأسود بأنه «مغامرة عمل جيوسياسية كبيرة» تركز على الأسرة وتعلم تشالا ليصبح ملكًا، مع الحرب الأهلية التي وضعت الأساس لأخلاق تشالا وتأسيس المشهد الجيوسياسي الذي سيتعين عليه التعامل معه مع العودة إلى واكاندا. قارن مور السياسة والفكاهة في الفيلم بـ كابتن أمريكا: جندي الشتاء (2014)، قائلاً إن الأول سيكون متأصلًا ولكنه ليس «واعظًا»، وأن الأخير سيتجنب نغمات حراس المجرة (2014) والرجل النملة (2015)، وقال أيضًا إن الفيلم سيكون مزيجًا بين فيلم العراب (1972) وأفلام جيمس بوند باعتباره «دراما عائلية أوبرالية كبيرة تتمحور حول عالم من التجسس الدولي».
تأثر كوجلر بأفلام السبعينيات مثل أعمال فرانسيس فورد كوبولا في ذلك العقد، بالإضافة إلى روايات الجريمة. كما شاهد فيلم "نبي" (2009) للإلهام، ووصف فيج قصة الفيلم بأنها "غنية بالأفكار ذات الصلة ثقافيًا"، حيث أشار بوسمان إلى وجود أوجه تشابه "للانسحاب من" الفيلم فيما يتعلق بتولي دونالد ترامب رئاسة الولايات المتحدة بعد باراك أوباما، على الرغم من أن فيج أضاف أن "هذه محادثات كنا نواجه منذ عامين لأن هذه هي القصة المتأصلة في القصص المصورة "، وقال مور إن الفيلم لا يعتمد على حبكات أي من أفلام MCU الأخرى، لكنه يؤثر على عالم مارفل السينمائي في المضي قدمًا، حيث ذكر كيفن فيج أن الفيلم كان رابطًا "مهمًا للغاية" لـ أفنجرز: إنفنتي وور (2018) والمنتقمون: نهاية اللعبة (2019). وقد أدخلت الحرب الأهلية لغة واكاندا، على أساس لغة كوسية، والتي كان بوسمان قد علمها جون كاني، الذي يصور والد الملك تشالا.

## الجوائز
تم ترشيح النمر الأسود لسبع جوائز أكاديمية بما في ذلك أفضل فيلم (فاز بثلاثة)، وجائزة الموسيقى الأمريكية (فاز)، وتسع جوائز BET (فاز بجائزتين)، وجائزة Billboard Music واحدة، وجائزة الأكاديمية البريطانية للأفلام (فازت)، واثنتا عشرة جائزة لأفلام اختيار النقاد (فازت بثلاث جوائز)، وثلاث جوائز غولدن غلوب، وثماني جوائز جرامي (فازت بجائزتين)، وسبع جوائز MTV للأفلام والتلفزيون (فاز بأربعة)، وجائزة MTV Video Music Award (فاز)، وستة عشر من جوائز NAACP Image (فاز بعشرة)، وخمس جوائز اختيار الجمهور (فازت باثنين)، وأربعة عشر جائزة Saturn Awards (فاز بخمس)، وجائزتان من جوائز نقابة ممثلي الشاشة (فازتا بكلتا الحالتين)، وأحد عشر جائزة اختيار المراهقين (فازت بثلاثة).

## روابط خارجية
- مقالات تستعمل روابط فنية بلا صلة مع ويكي بيانات
- الموقع الرسمي